# Changan Ford Mazda
Changan Ford Mazda era una empresa de fabricación de automóviles con sede en Chongqing, China y una empresa conjunta entre Changan Automobile, Ford Motor Company y Mazda. Su principal actividad era la fabricación y venta de turismos Ford y Mazda en China.
En diciembre de 2012, las actividades de Changan Ford Mazda se reestructuraron y se separaron en dos nuevas empresas conjuntas: Changan Ford Automobile Co., Ltd. y Changan Mazda Automobile Co., Ltd. Changan Ford se estableció como una empresa conjunta 50:50 entre Changan y Ford constituida en Chongqing y asumió todos los negocios relacionados con Ford de Changan Ford Mazda. Changan Mazda se estableció como una empresa conjunta 50:50 entre Changan y Mazda constituida en Nanjing y asumió todos los negocios relacionados con Mazda de Changan Ford Mazda.

## History

### 2001 to 2010
Changan Ford Automobile Co., Ltd. se estableció en abril de 2001 como una empresa conjunta al 50% entre Ford Motor Company y Changan Automobile. Der Betrieb begann im Jahr 2003, in diesem Jahr wurden 20.000 Ford Fiesta produziert. Die Produktion basierte zunächst auf „Komplett-Knock-Down“-Bausätzen, teilweise zusammengebauten Fahrzeugen, die importiert wurden, um den örtlichen Montagevorschriften zu entsprechen.

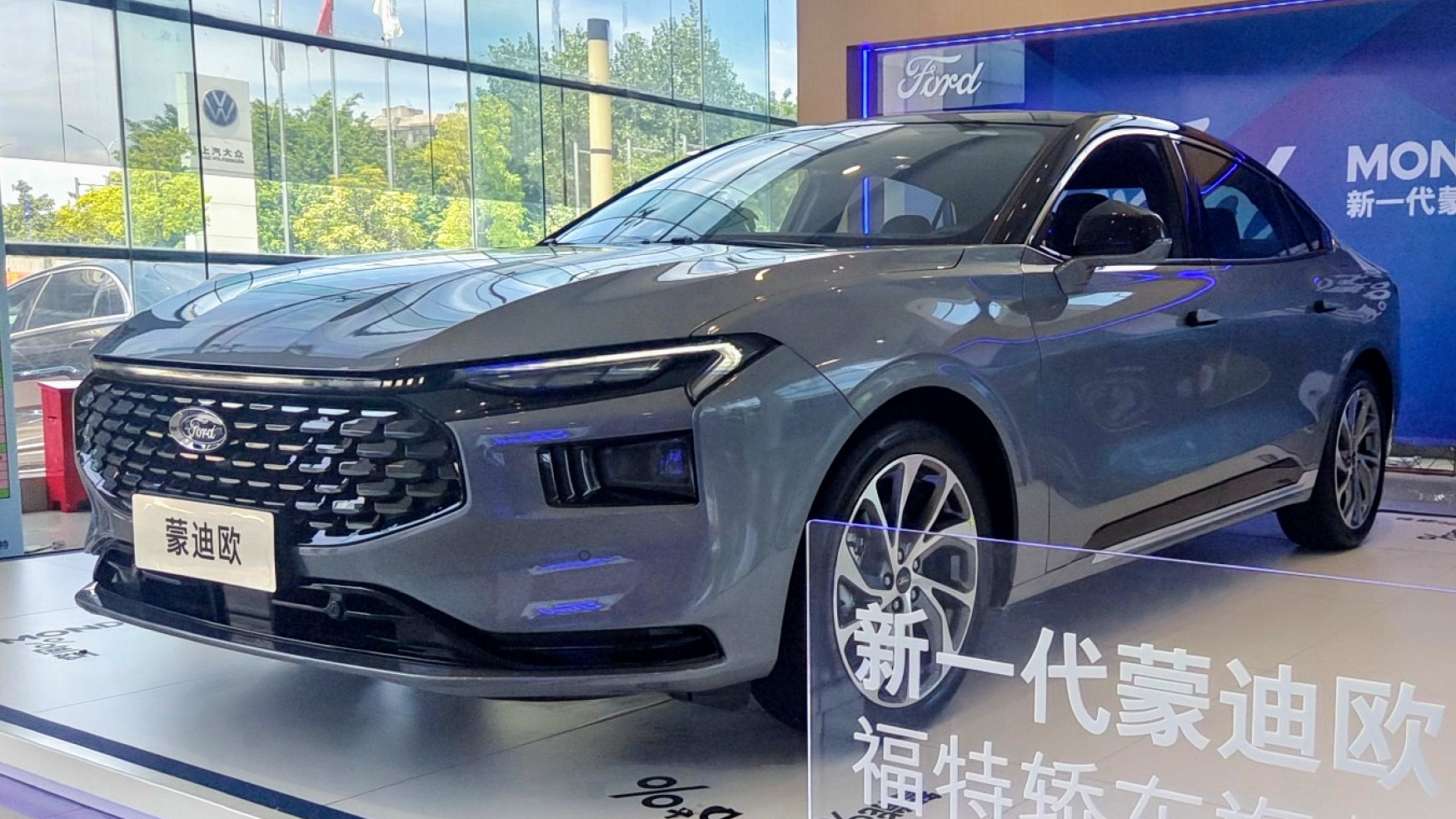
Changan Ford Mondeo

Die Kapazität wurde 2004 auf 50.000 Fahrzeuge und bald darauf auf 150.000 erhöht, und auch der auf Ford Mondeo und Ford Escape basierende SUV „Maverick“ ging in Produktion.
Im April 2005 wurde bekannt gegeben, dass das Werk von Changan Ford in Chongqing mit der Montage des Modells Ford Focus beginnen würde und dass Ford, Changan Automotive Group und Mazda ein neues Joint Venture-Unternehmen, Chang'an Ford Mazda Engine, gründen würden. , um in Nanjing ein neues Motorenwerk zu bauen, das jährlich 350.000 Einheiten produzieren kann.
Im März 2006 wurde bekannt gegeben, dass Changan Ford später in diesem Jahr mit der Produktion von Volvo-Automobilen beginnen würde, wobei die Limousine S40 das erste Fahrzeug sein würde, das in Produktion ging. Im Februar 2009 begann die Produktion des nur in China erhältlichen S80L. Das Joint Venture zwischen Volvo und Changan Ford endete Ende 2015.
Mazda erwarb am 4. April 2006 einen Anteil von 15 % an Changan Ford von Ford und das Unternehmen wurde in Changan Ford Mazda Automobile Co., Ltd. umbenannt.
Changan Ford Mazda eröffnete im September 2007 ein neues Montagewerk in Nanjing, das für 510 Millionen US-Dollar gebaut wurde und eine anfängliche Produktionskapazität von 160.000 Fahrzeugen pro Jahr hat.
Im September 2009 kündigte Changan Ford Mazda Pläne an, 490 Millionen US-Dollar in den Bau eines zweiten Montagewerks in Chongqing mit einer geplanten Jahreskapazität von 150.000 Fahrzeugen zu investieren. Das Werk wurde im Februar 2012 eröffnet.

### 2010 a 2019
A principios de abril de 2012, Changan Ford Mazda anunció planes para invertir 600 millones de dólares en la ampliación de sus instalaciones de fabricación en Chongqing, aumentando su capacidad unitaria total en 350.000 vehículos. Later in the same month, Changan Ford Mazda announced plans to invest US$760 million in the construction of a new vehicle assembly plant in Hangzhou with an initial capacity of 250,000 units. The plant is planned for completion in 2015.
A finales de 2012, China aprobó la división de Changan Ford Mazda en dos nuevas empresas conjuntas, Changan Ford Automobile Co., Ltd. y Changan Mazda Automobile Co., Ltd.
En enero de 2019, Mazda adquirió la participación de Ford en Changan Ford Mazda Engine Co., Ltd. y cambió el nombre de la empresa a Changan Mazda Engine Co., Ltd., que ahora pertenece en un 50% a Mazda y en un 50% a Changan.

## Sales
| Calendar year | Total sales |
| ------------- | ----------- |
| 2004          |             |
| 2005          | 61,013      |
| 2006          | 126,790     |
| 2007          | 217,100     |
| 2008          | 204,334     |
| 2009          | 315,791     |
| 2010          | 403,283     |
| 2011          |             |